# Aeroportul El Obeid
Aeroportul El Obeid (IATA: EBD, ICAO: HSOB) este un aeroport din Al Ubayyid, Statul Kordofan de Nord, Sudan.
Situat la o altitudine de 587 m, aeroportul dispune de o singură pistă.